# باول ماهورن
باول ماهورن (بالإنجليزية: Paul Mahorn)‏ هو لاعب كرة قدم بريطاني في مركز الهجوم، ولد في 13 أغسطس 1973 في ليتونستون ‏ في المملكة المتحدة. لعب مع بورت فايل وبيشوب ستورتفورد وتوتنهام هوتسبير وستيفيناغ بوروه وكامبريدج يونايتد ونادي برينتفورد ونادي بيرنلي ونادي فولهام ونادي كامبريدج ستي.

## وصلات خارجية
- باول ماهورن على موقع قاعدة بيانات كرة القدم.إي يو (الإنجليزية)
- باول ماهورن على موقع Soccerbase.com (لاعب) (الإنجليزية)
- باول ماهورن على موقع عالم كرة القدم.نت (الإنجليزية)